# STRIDE
STRIDE（Structural identification）は、X線結晶構造解析やタンパク質NMR、その他のタンパク質構造決定手法によって決定されたタンパク質の原子座標に対してタンパク質の二次構造要素を割り当てるためのアルゴリズムである。より一般的なDSSPアルゴリズムによって用いられる水素結合基準に加えて、STRIDE割り当て基準は二面角ポテンシャルも含む。そのようなものとして、個々の二次構造を定義するための基準はDSSPの基準よりも複雑である。STRIDEエネルギー関数はレナード-ジョーンズ様の8-6距離依存ポテンシャルを含む水素結合項と、最適化された水素結合幾何配置の平面性を反映する2つの角度依存因子を含む。個々の二次構造要素（二次構造の分類はDSSPと同じ）に対する基準は、蛋白質構造データバンクから抽出された視覚的に割り当てられた二次構造要素を持つ解かれた構造の実証的検討から導かれた統計的確率因子も含む。
DSSPはより古い手法で最も一般的に使われ続けているものの、最初のSTRIDEの定義では少なくとも70%の場合においてより満足できる構造割り当てがなされたと報告されている。とりわけ、STRIDEは、専門の結晶学者によって割り当てられるよりも短い二次構造を割り当てるDSSPの傾向が修正されている。このDSSPの傾向は大抵、二次構造要素の末端近くに最も一般的な構造の小さな局所変動が原因である。単一の末端残基の割り当てにおけるなだらかな変動に対して移動窓法を用いることで、STRIDEおよびDSSPの現在の実装は最大95.4%の場合で一致することが報告されている。その他の二次構造割り当て手法の中で、STRIDEとDSSPはどちらもπヘリックスを過小予想すると考えられている 。